# Gadila elephas
Gadila elephas är en blötdjursart som först beskrevs av Henderson 1920.  Gadila elephas ingår i släktet Gadila och familjen Gadilidae. Inga underarter finns listade i Catalogue of Life.